# عمر السقاف
عمر السقاف (1914 - 1974) سياسي ودبلوماسي سعودي شغل منصب وزير دولة بالمملكة العربية السعودية للشؤون الخارجية ما بين 1968 - 1974. كان عمر السقاف أول وكيل دائم لوزارة الخارجية، وأول وزير دولة للشؤون الخارجية، والشخصية التي اكتسبت شهرة عالمية كبيرة لكونه ممثل الشؤون الخارجية في عهد الملك فيصل بن عبد العزيز آل سعود، وقد شهدت فترة عمله العديد من الأحداث والتقلبات الدولية منها القرار التاريخي للملك فيصل بقطع البترول عن الولايات المتحدة الأمريكية.

## نسبه
عمر بن عباس بن علوي بن عبد الرحيم بن سالم بن عبد القادر بن عبد الله بن عمر بن عقيل بن زين بن عقيل بن سالم بن عبد الله بن عبد الرحمن بن عبد الله بن عبد الرحمن السقاف بن محمد مولى الدويلة بن علي بن علوي الغيور بن الفقيه المقدم محمد بن علي بن محمد صاحب مرباط بن علي خالع قسم بن علوي بن محمد بن علوي بن عبيد الله بن أحمد المهاجر بن عيسى بن محمد النقيب بن علي العريضي بن جعفر الصادق بن محمد الباقر بن علي زين العابدين بن الحسين السبط بن الإمام علي بن أبي طالب، والإمام علي زوج فاطمة بنت محمد ﷺ.
فهو الحفيد 35 لرسول الله محمد ﷺ في سلسلة نسبه.

## مولده ونشأته
ولد في المدينة المنورة عام 1332 هـ/ 1914 م. والده عباس بن علوي نقيب السادة العلويين في المدينة المنورة، ورث النقابة عن والده علوي بن عبد الرحيم أحد أئمة الحرم النبوي الشريف. كان ميلاده في حي العنبرية بالمدينة المنورة، وفيها التحق بأحد الكتاتيب التقليدية وهو في سن السابعة، فحفظ القرآن وتعلم قواعد اللغة العربية، ثم درس بالمدرسة الأميرية، الناصرية لاحقًا، إلى أن حصل منها على شهادة إتمام الدراسة الابتدائية وهو في سن الثانية عشرة بتفوق مشهود، بدليل أن ترتيبه كان الأول على مستوى المملكة.

## تعليمه
غادر المدينة المنورة بعد إتمامه الابتدائية متوجهًا إلى مكة المكرمة التي التحق فيها بمدرسة تحضير البعثات فور تأسيسها، علمًا بأن هذه المدرسة كانت تدرس المرحلتين الإعدادية والثانوية بطريقة مدمجة مدتها أربع سنوات للقسم العام (أدبي/ علمي). وبالفعل أنهى السقاف مهمته هناك وعاد إلى المدينة بعد أربع سنوات ليتفاجأ بأن والده يريده أن يعمل معه في تجارته وإدارة بساتينه وقضاء حاجات ضيوفه الكثر، لكنه تمكن من إقناع أبيه بمواصلة دراسته الجامعية، خصوصًا وأن اسمه كان ضمن أسماء خريجي مدرسة تحضير البعثات المبتعثين للدراسة في مصر، طبقًا لما ورد في جريدة أم القرى في عددها رقم 1023 (6/10/1944). والثابت أن السقاف انضم إلى المبتعثين للدراسة في مصر وسافر معهم إلى هناك في عام 1944 أو نحو ذلك، لكنه لسبب ما انفصل عنهم واختار أن يكمل تعليمه الجامعي بكلية الاقتصاد في جامعة بيروت الأمريكية.

## التحاقه بالعمل الدبلوماسي
بعد عودته إلى بلاده من رحلته الدراسية الجامعية في عام 1948 التحق السقاف كغيره من أبناء النخب الحجازية بوزارة الخارجية التي كانت آخذة وقتذاك بالتوسع من بعد أن كانت مجرد مديرية مقرها مبنى حارة البحر في مكة المكرمة حتى عام 1946، أي قبل أن يتم تحويلها إلى وزارة بأقسام متخصصة، وقبل أن تنقل في عام 1949 إلى شارع المطار القديم بوسط جدة، ويعين الشيخ يوسف ياسين نائبًا لوزيرها الأمير فيصل، وطاهر حسن رضوان وكيلاً للوزارة. وكانت أول وظيفة شغلها هي سكرتير ثالث بديوان الوزارة.
وفي عام 1951 بدأ مهامه الدبلوماسية الخارجية في سفارات المملكة في كراتشي وروما وجاكرتا، وصولاً إلى لندن التي شغل فيها منصب القائم بأعمال سفارة بلاده لدى المملكة المتحدة زمن السفير الشيخ حافظ وهبة. وفي عام 1956 قطعت المملكة العربية السعودية علاقاتها الدبلوماسية مع المملكة المتحدة بسبب العدوان الثلاثي على مصر، فعاد السقاف وزملاؤه إلى الوطن. وفي أعقاب عودته إلى جدة تم تعيينه في عام 1956 في وظيفة مدير المراسم بوزارة الخارجية بدرجة سفير، ولم تمضِ سوى بضعة أشهر إلا والرجل يرقى، تقديرًا لانضباطه وجهوده، إلى منصب مساعد وكيل وزارة الخارجية بالإنابة.
وفي العام التالي، أي سنة 1957، صدر أمر ملكي قضى بتعيين السقاف كأول سفير للمملكة في أديس أبابا، حيث كان الملك سعود قد اتفق مع نظيره الأثيوبي الإمبراطور هيلا سيلاسي على إقامة علاقات دبلوماسية كاملة بين بلديهما وتعزيزها بتعاون اقتصادي وتجاري. وفي أثيوبيا صدر مرسوم ملكي باختيار عمر السقاف وكيلاً لوزارة الخارجية فعاد إلى المملكة، والمعروف أنه تم بعد ذلك ترقية السقاف ليصبح وكيلاً دائمًا لوزارة الخارجية، غير أن صعوده في الخارجية توقف مؤقتًا بأيلولة حقيبتها إلى الشيخ إبراهيم السويل في الحكومة التي شكلها الملك سعود في عام 1960، والتي لم تستمر طويلاً، ليعود السقاف سريعًا إلى موقعه السابق ويعمل مع الفيصل الذي عينه في العام 1968 وزيرًا للدولة للشؤون الخارجية.

## أحداث سياسية عاصرها
شهدت فترة توليه للمنصب مجموعة من الأحداث الكبرى التي شهدتها المنطقة منها: الحرب الأهلية اليمنية بين الملكيين والجمهوريين في ستينات القرن الماضي، وحرب 1967 أو ما يسمى «النكسة» عام 1967، وأحداث ما قبل وما بعد حرب أكتوبر عام 1973، والأحداث الدامية التي شهدتها الأردن حين توترت علاقتها بالمقاومة الفلسطينية وهي ما سمي بـ«أيلول الأسود» عام 1970، وقضية فرض الحظر النفطي على الولايات المتحدة، والقضية التي عمل لها كثيرًا بتكليف من الملك فيصل قضية فلسطين.
وقد خاض مفاوضات شاقة مع وزير الخارجية الأمريكي الأسبق هنري كيسنجر لمعالجة تداعيات حرب أكتوبر على الجبهتين المصرية والسورية، وموضوع حظر تصدير النفط السعودي إلى الولايات المتحدة، وكان في كل اجتماعاته مع كيسنجر حريصًا على حفظ الحق العربي، وعلى استثمار نتائج حرب أكتوبر في تحقيق سلام دائم في المنطقة، ومقايضة رفع حظر تصدير النفط إلى الولايات المتحدة مع إبرام اتفاقية لفك الاشتباك على الجبهة السورية مشابهة لما تم على الجبهة المصرية. ففي اجتماع عقده نيكسون وكيسنجر في البيت الأبيض في 19 فبراير 1974 مع السقاف وإسماعيل فهمي وزير خارجية مصر آنذاك، قال نيكسون للسقاف: «إن قراركم بحظر تصدير البترول إلينا أثر علينا كثيرًا. أنتما شاهدتما صفوف السيارات في محطات البنزين. ويؤثر هذا علي تأثيرًا شخصيًا. لكننا نقدر على مواجهته على أي حال. إذا كان أصدقاؤنا يريدوننا أن نبذل جهدًا كبيرًا في تحقيق السلام في المنطقة، نحن نفضل ألا يفعلوا ذلك وهم يرفعون عصا فوق». فكان رد السقاف هو أنه لا توجد شروط لرفع قرار حظر تصدير النفط، لكنه استدرك قائلاً: «ليس معنى هذا ألا نتوقع شيئًا من جانبكم. لابد من حدوث تقدم قبل إنهاء الحظر، ولذا نقترح إرسال الوزير كيسنجر إلى المنطقة قبل إعلان إنهاء الحظر من أجل حلحلة الوضع على الجبهة السورية». إذ كان السقاف متمسكًا بمبدأ أهمية سوريا كدولة عربية محورية تتعرض للدمار بسبب الضربات الجوية الإسرائيلية، وضرورة أن يتدخل الأمريكيون لينقذوها، بدلاً من تركها متورطة مع الروس وخاضعة لمشيئتهم.
وكان للسقاف حضور في رحلات الملك فيصل إلى الدول العربية والإسلامية من أجل تحقيق فكرة التضامن الإسلامي، وفي جولات هنري كيسنجر الشرق أوسطية لحل الصراع العربي الإسرائيلي، وفي الجولات المكوكية الخليجية لإقامة اتحاد تساعي بين مشيخات الخليج قبل إتمام بريطانيا انسحابها من شرق السويس. وقابل، بحكم منصبه، كبار زعماء عصره، وتحدث باسم بلاده أمام اجتماعات الجمعية العامة للأمم المتحدة أكثر من مرة، ومثّل اسم المملكة في العديد من المؤتمرات الدولية، منها رئاسة وفد المملكة في الولايات المتحدة وعدة دول أوروبية لشرح أبعاد القضية الفلسطينية، وترأس أيضًا وفد المملكة في اجتماعات الممثلين الشخصيين للملوك والرؤساء العرب. كما كانت له الكثير من الجولات الخارجية في دول أمريكا الجنوبية والولايات المتحدة والعديد من دول آسيا إلى جانب جولاته في الدول العربية. وقد منحته الدولة الكورية درجة الدكتوراه الفخرية تقديرًا لمجهوداته.

## وفاته
تعرض عمر السقاف إلى جلطة دماغية خلال فترة تواجده بمدينة نيويورك في الولايات المتحدة الأمريكية، حيث توفي على إثرها في يوم الخميس التاسع والعشرين من شهر شوال سنة 1394 هـ الموافق للرابع عشر من شهر نوفمبر سنة 1974 م، وذلك عن عمر يناهز الستين عامًا. ونقل جثمانه من نيويورك إلى جدة فالمدينة المنورة على وجه السرعة ليدفن فيها، حيث دفن في بقيع الغرقد، بعد أن صلي عليه في الحرم النبوي الشريف.

## وصلات خارجية
- الوثائق السرية الأميركية (4) السقاف: نحن ندفع ثمن أخطاء اليساريين العرب - جريدة الشرق الأوسط.